# Pernetiana (rosa)

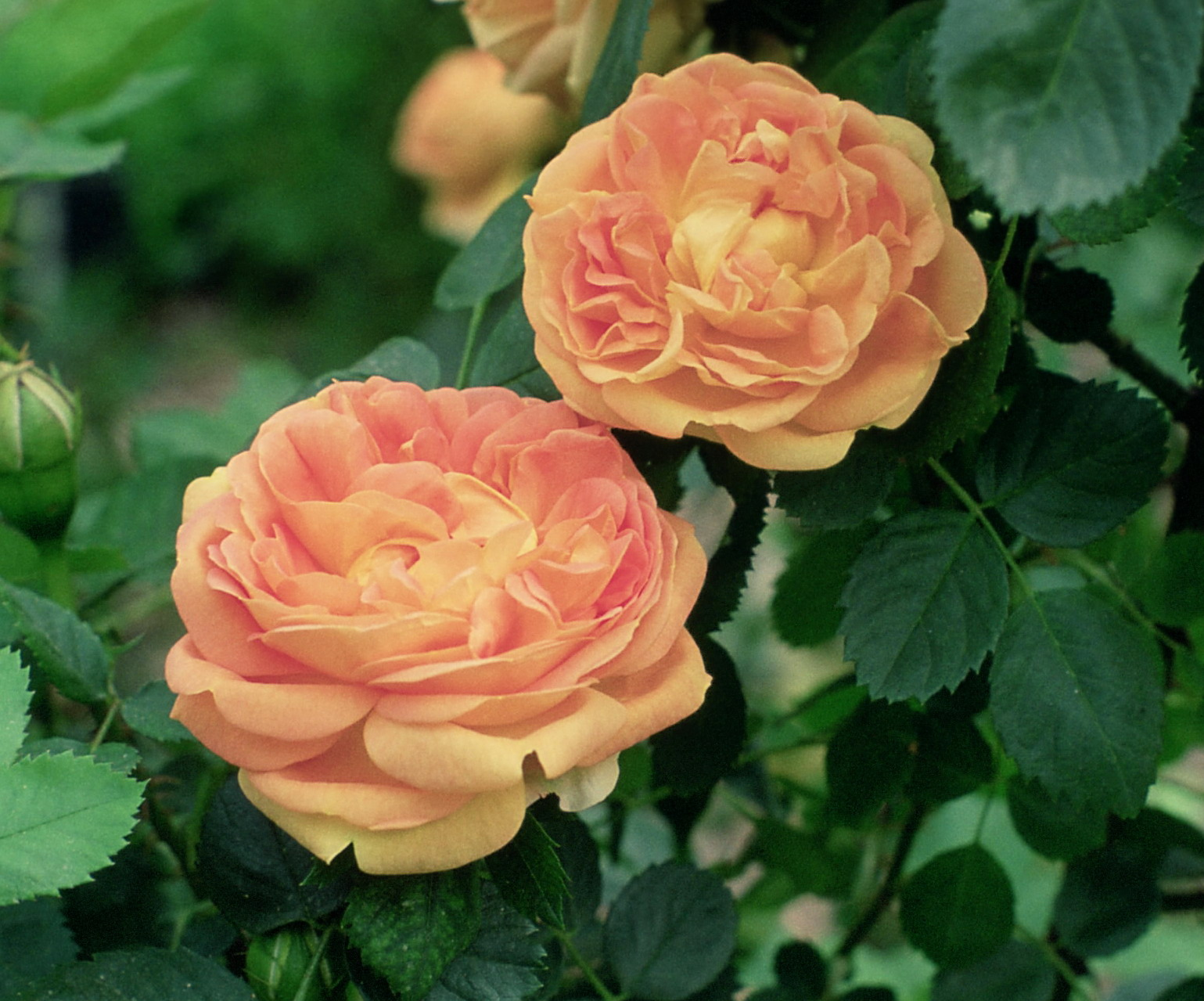
La rosa pernetiana 'Soleil d'Or', la primera de su clase (Pernet 1900)

Las rosas pernetianas son un grupo de híbridos de rosas modernas de jardín que derivan de los parentales obtenidos por el hibridador rosalista francés Joseph Pernet-Ducher.
Esta clase de rosas Pernetianas fue iniciada al incluir en sus hibridaciones genes de la rosa de los bosques austriacos  Rosa foetida consiguiendo la obtención «Soleil d'Or», que fue introducida en el mercado en 1900.
Una clase que se cruzó con los viejos híbrido de té, e inició los híbrido de té modernos.

## Historia
Una nueva clase de rosas originada por Joseph Pernet-Ducher de Lyon. Esta nueva rosa dio lugar a partir de 1900 a toda una nueva gama de colores para las rosas: sombras de color amarillo, albaricoque, cobre, naranja, cierto escarlata, bicolores amarillos, lavanda, gris, marrón y que hasta ahora no eran posibles. 
Considerada originalmente una clase separada, los Pernetianas o Foetida híbridos se fusionaron oficialmente en los híbrido de té en 1930. 
La nueva gama de colores hizo mucho para aumentar la popularidad del híbrido de té en el siglo XX, pero estos colores vinieron a un precio:. Rosa foetida también transmite una susceptibilidad de tendencia a la enfermedad, flores sin perfume, y una intolerancia de la poda en sus descendientes.

## Cultivo
Son muy adecuados para bancales, borduras, setos y también para su cultivo en jardineras.
Aunque las plantas están generalmente libres de enfermedades, tienen una susceptibilidad a distintas enfermedades como mildiu y roya. Es posible que sufran de punto negro en climas más húmedos o en situaciones donde la circulación de aire es limitada.
Se desarrollan mejor a pleno sol. En América del Norte son capaces de ser cultivadas en USDA Hardiness Zones 5b a 10b.
En la poda de primavera es conveniente retirar las cañas viejas y madera muerta o enferma y recortar cañas que se cruzan. En climas más cálidos, recortar las cañas que quedan en alrededor de un tercio. En las zonas más frías, probablemente hay que podar un poco más que eso. Requiere protección contra la congelación de las heladas invernales.

## Algunos ejemplares
Algunas variedades y obtenciones de rosas pernetianas conseguidas por distintos obtentores.

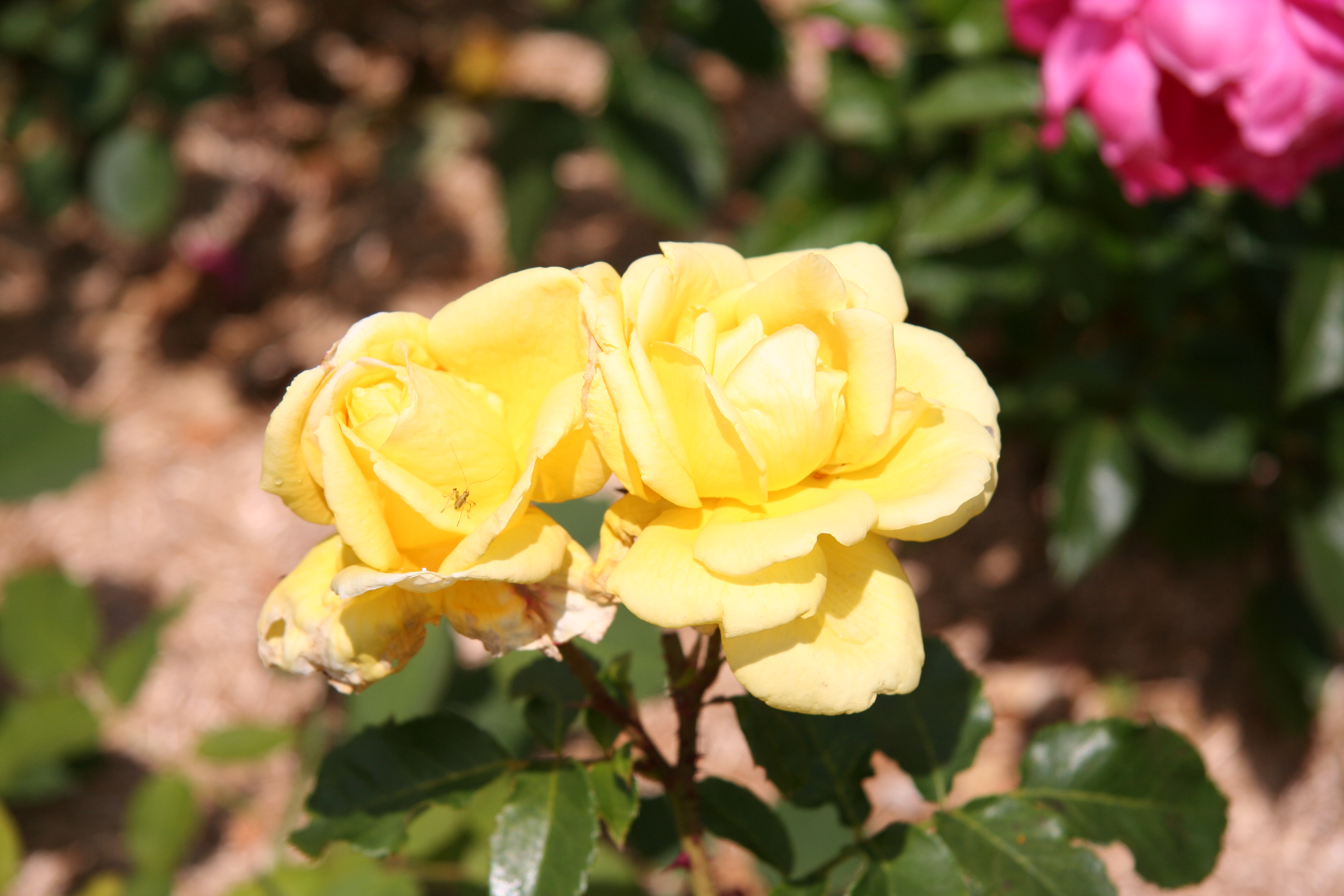
'Souvenir de Claudius Pernet', Joseph Pernet-Ducher (Francia, 1920).
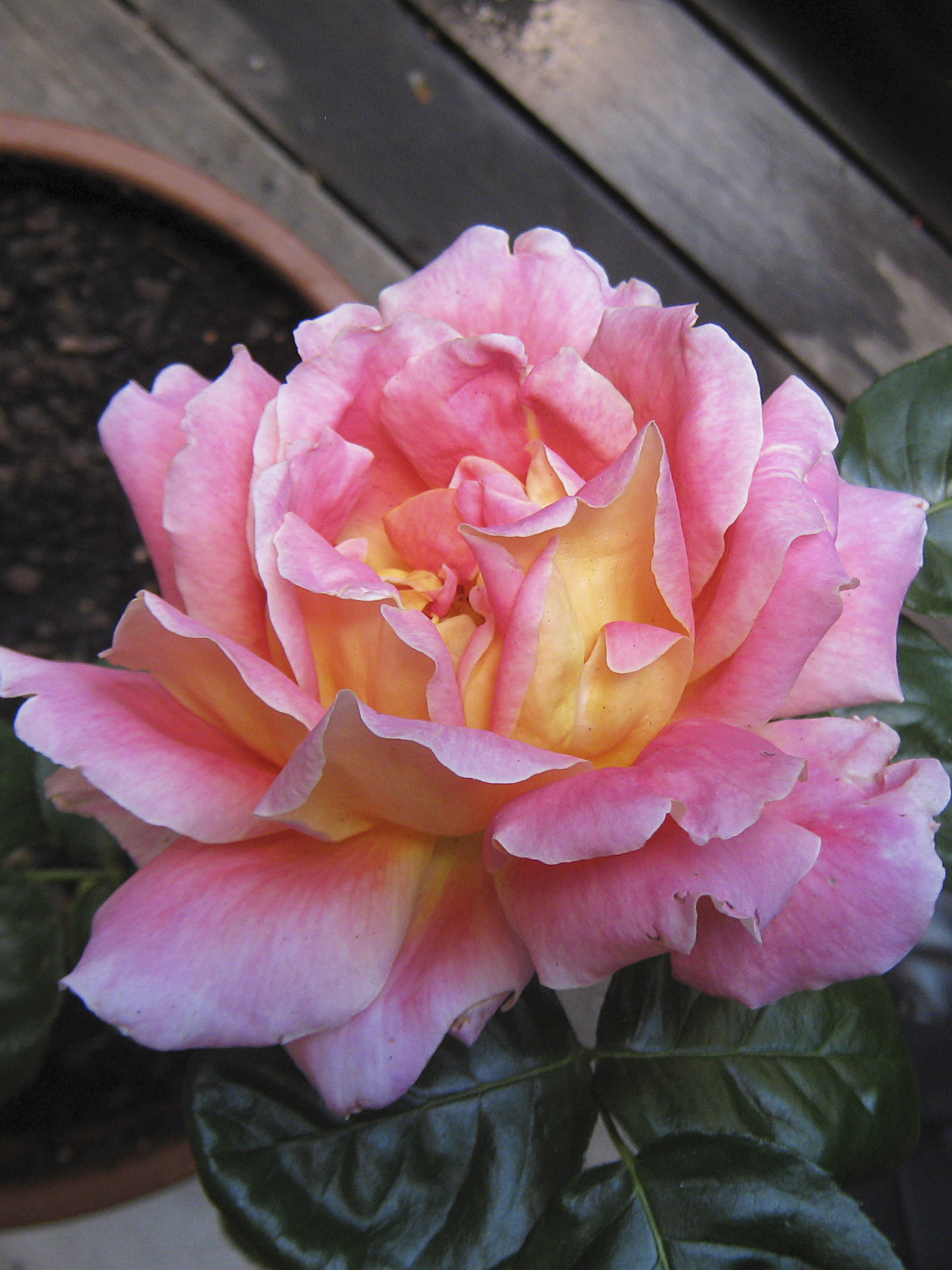
'Condesa de Sástago', P. Dot 1930.
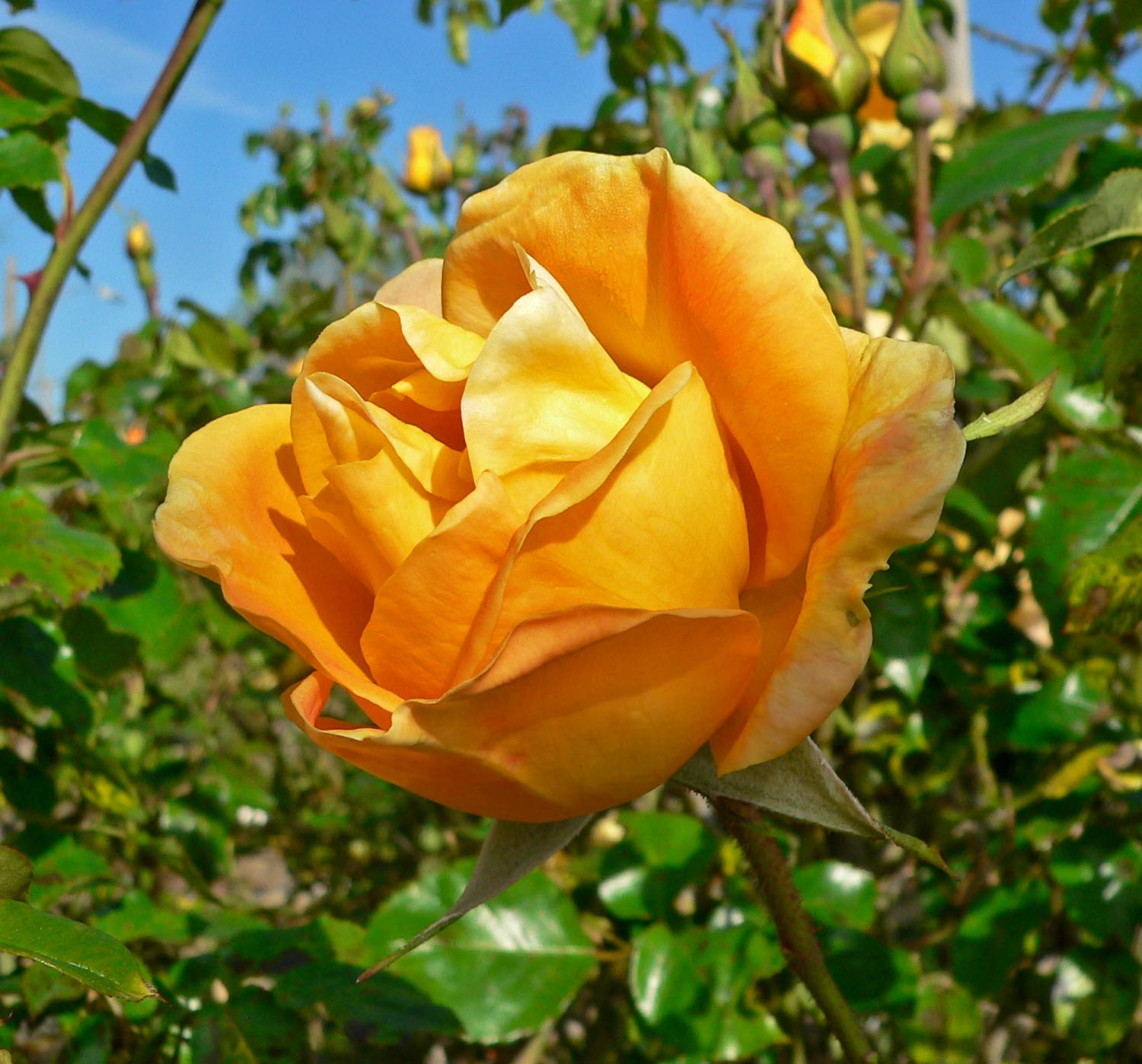
'Lady Forteviot',  B. R. Cant 1928.
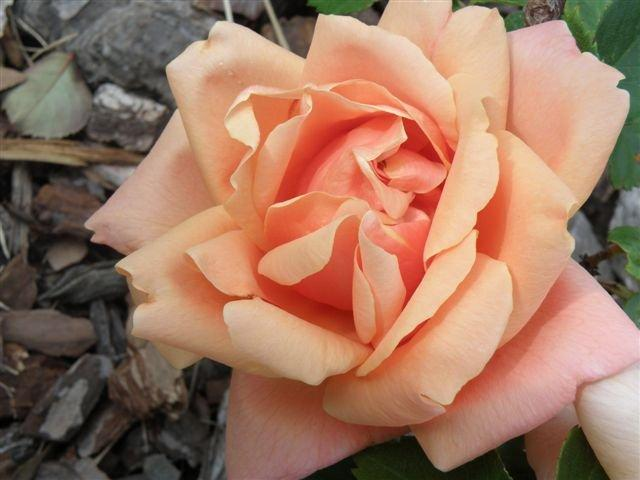
'Duquesa de Peñaranda', P. Dot 1931.
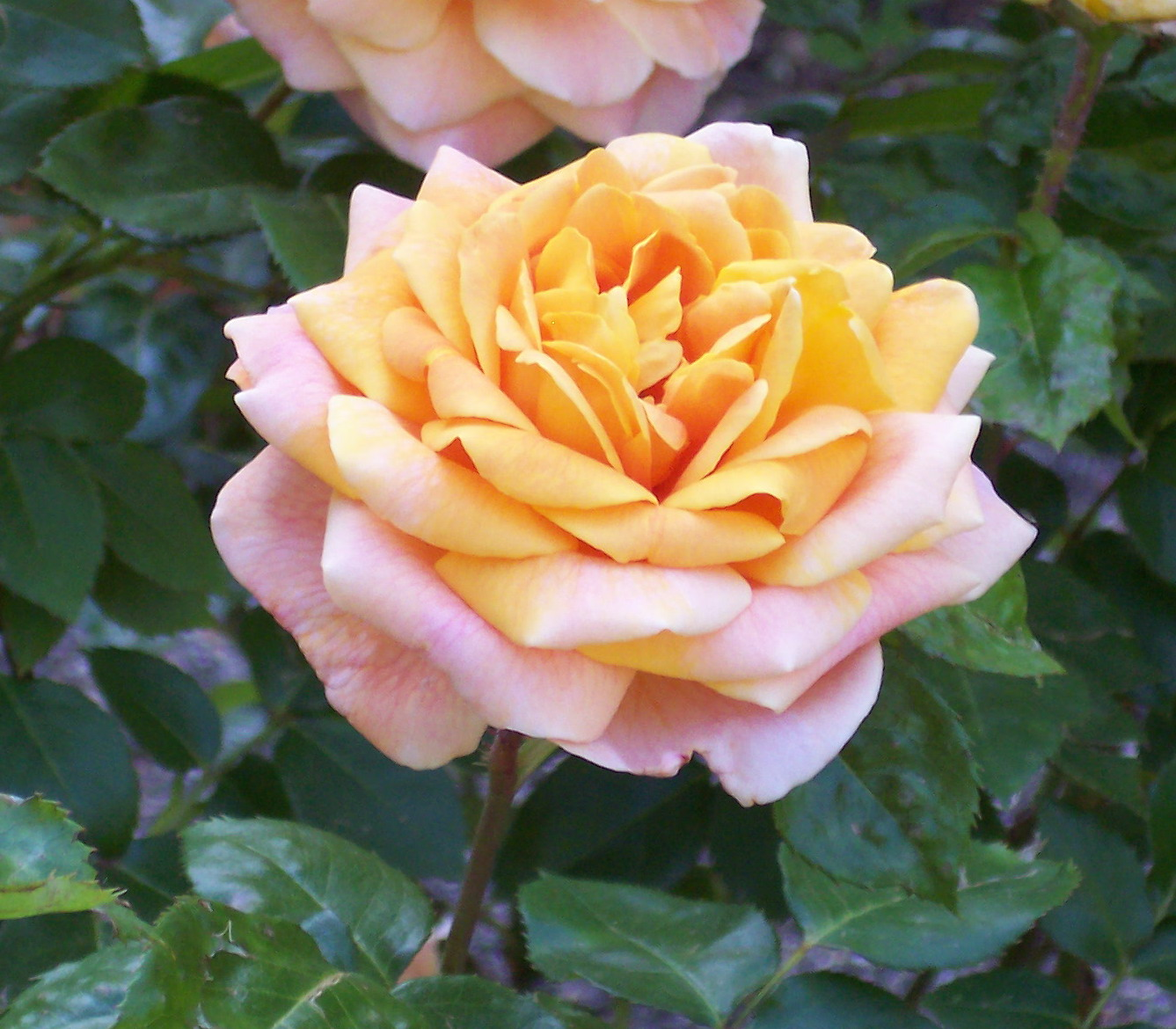
'Mevrow G A van Rossen'.
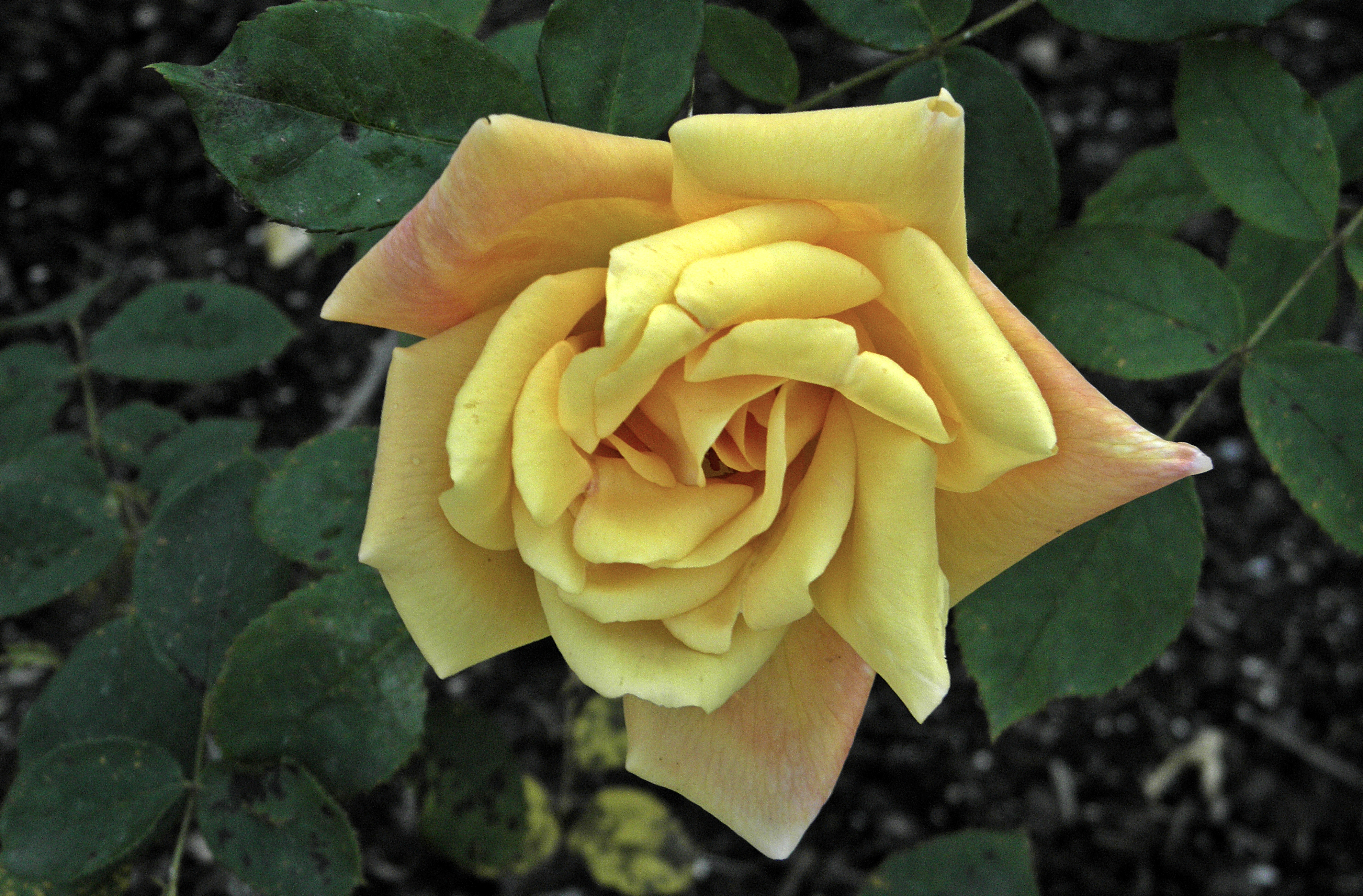
'Soeur Thérèse', Francis Gillot (Francia, 1931).
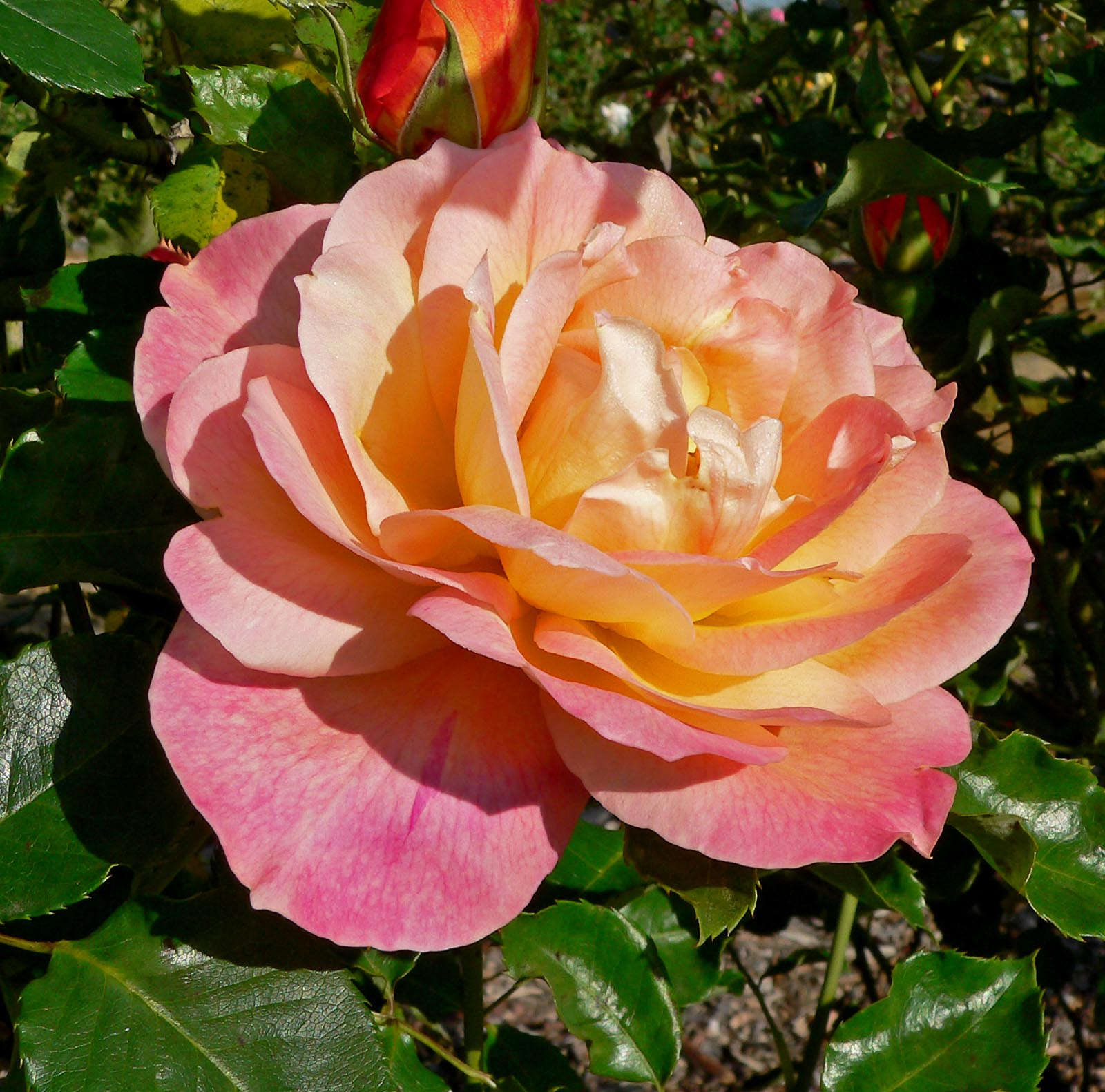
'Girona', P. Dot 1936.
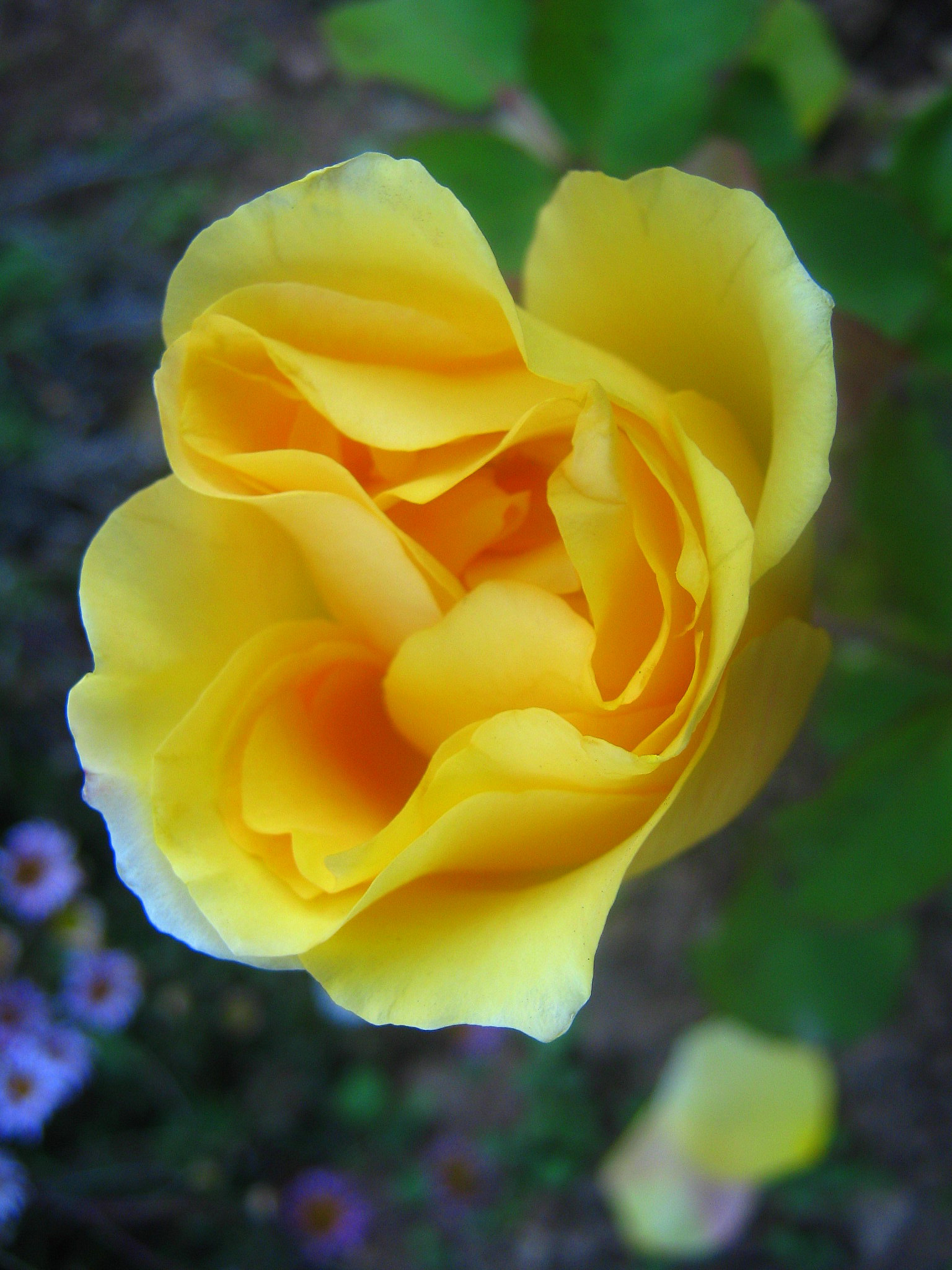
'Lowell Thomas', Charles Mallerin 1943 (Francia).